# Anadenanthera peregrina
Anadenanthera peregrina (L.) Speg., 1923 è una pianta arborea appartenente alla famiglia delle Fabacee, originaria del sud America, ove è comunemente nota yopo o cohoba. È un enteogeno usato nelle cerimonie e nei rituali di guarigione.

## Descrizione
Si presenta come un albero perenne alto fino a 20 metri.
I suoi fiori variano da giallo pallido a bianco e sono sferici.

## Usi
Gli alberi del genere Anadenanthera sono noti sin dall'antichità per le loro proprietà allucinogene.
Fra le popolazioni del sud America i semi di questa pianta vengono tostati, finemente tritati ed inalati assieme a delle ceneri durante rituali, inducendo uno stato di trance e di visioni.

### Uso tradizionale

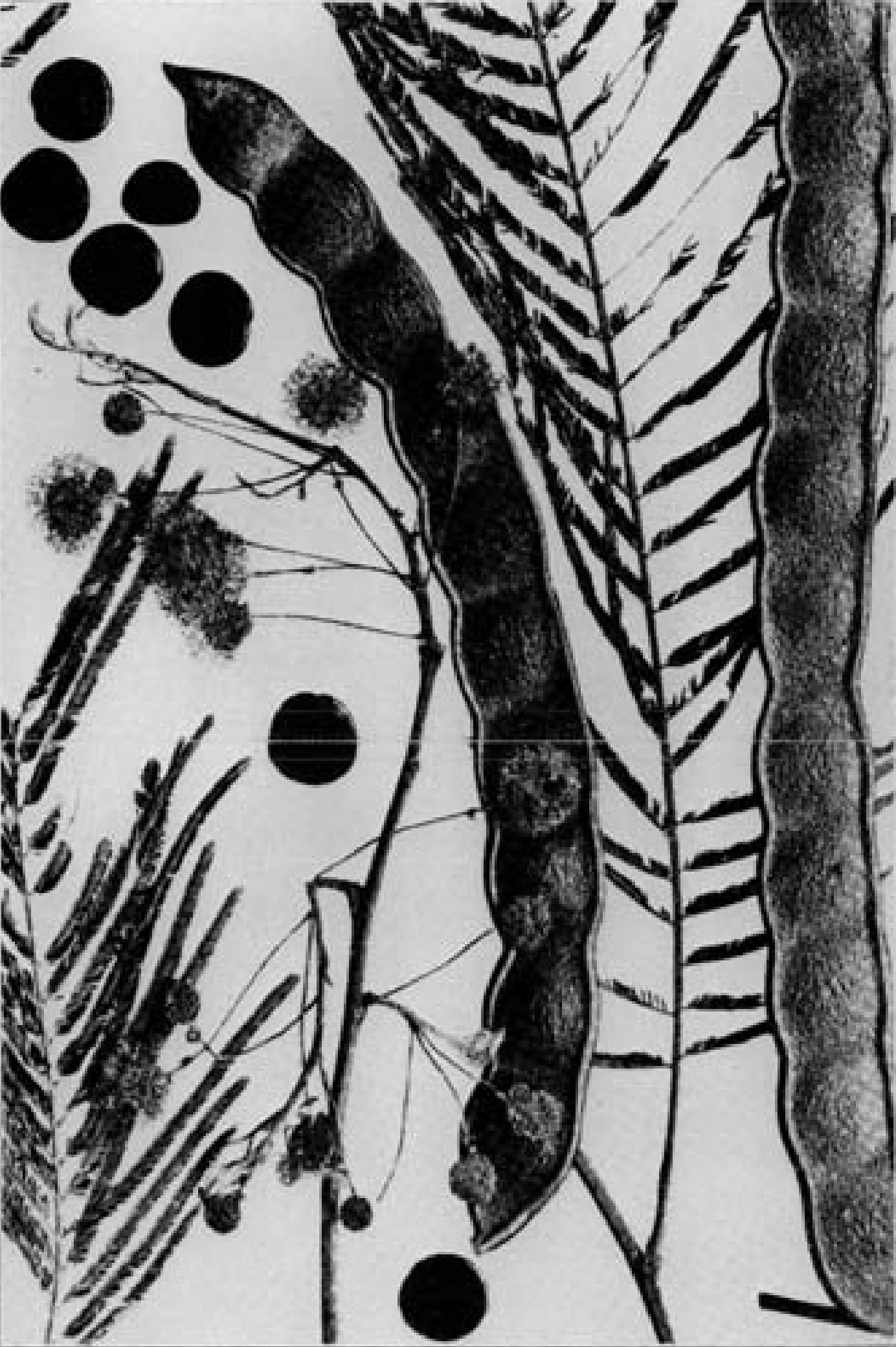
Anadenanthera peregrina 1916

Testimonianze archeologiche mostrano che i fagioli di Anadenanthera sono stati usati come allucinogeni per migliaia di anni. Le più antiche testimonianze chiare provengono dalle pipe di ossa di puma (Puma concolor) trovate insieme a fagioli Anadenanthera presso la Inca Cueva, un luogo nel nord-ovest di Humahuaca sul confine di Puna della Provincia di Jujuy, in Argentina. Le pipe sono state trovate con all’interno l’allucinogeno DMT, uno dei composti trovati nei fagioli di Anadenanthera. Test al radiocarbonio del materiale l’hanno datato 2130 a.C., suggerendo che l’uso dell’Anadenanthera come allucinogeno risalga a più di 4000 anni fa. Vassoi e tubetti di tabacco da fiuto simili a quelli comunemente usati per lo yopo sono stati trovati sulle coste del Perù centrale e risalgono al 1200 a.C., cosa che suggerisce che l’insufflazione dei fagioli di Anadenanthera sia un metodo d’utilizzo più recente. Sono state riportate testimonianze archeologiche dell’uso dell’insufflazione nel periodo 500-1000 d.C. nel Cile settentrionale.
Alcune popolazioni indigene del bacino dell’Orinoco in Colombia, Venezuela e possibilmente nella parte meridionale dell’Amazzonia brasiliana fanno uso del tabacco yopo da fiuto per la guarigione spirituale. Il tabacco da fiuto yopo è stato ampiamente usato in contesti cerimoniali nell’area caraibica, comprese Porto Rico e Hispaniola, fino alla conquista spagnola.
Il tabacco da fiuto Yopo viene di solito soffiato nelle narici dell’utente da un’altra persona attraverso dei tubicini di bambù oppure, a volte, vengono sniffati dall’utente usando dei tubetti fatti con ossa d’uccello. Il soffio da parte di un’altra persona è più efficace dato che questo metodo consente ad una maggior quantità di polvere di entrare nel naso e si dice che sia meno irritante. In alcune aree i fagioli macinati non processati vengono sniffati o fumati producendo un effetto molto minore con sintomi fisici più forti. Alcune tribù usano lo yopo insieme al Banisteriopsis caapi per aumentare e prolungare gli effetti visionari, creando un’esperienza simile a quella dell’ayahuasca.

## Biochimica
La pianta contiene gli alcaloidi dimetiltriptamina e 5-MeO-DMT.